# Бронепалубные крейсера типа «Блейк»
Бронепалубные крейсера типа «Блейк» — серия крейсеров 1-го класса британского королевского флота, построенная в 1880-х—1890-х годах. Являлись развитием типа «Орландо» (англ. Orlando), но с увеличенными размерами и без бортовой брони. Стали родоначальниками бронепалубных крейсеров 1-го класса в Королевском флоте. Отличались новаторскими решениями, но и высокой стоимостью. Всего было построено две единицы: «Блейк» (англ. Blake), «Бленхейм» (англ. Blenheim).
Стремление Адмиралтейства к экономии средств привело в дальнейшем к появлению серии крейсеров типа «Эдгар» (англ. Edgar).

## Проектирование
Появление крейсеров типа «Блейк» было связано с двумя обстоятельствами: во-первых, был накоплен значительный, но не слишком удачный опыт эксплуатации броненосных крейсеров. Выявилось, что из-за перегрузки, характерной для того времени, бортовой броневой пояс уходит под воду, оставляя борт неприкрытым. При этом, значительная масса брони, при слабости тогдашних паровых машин, приводила к ситуации, когда броненосные крейсера были слишком тихоходны, чтобы преследовать вражеские рейдеры, но слишком слабы, чтобы участвовать в эскадренном сражении. Во-вторых, в Королевском флоте сменился главный кораблестроитель. Теперь им стал Уильям Уайт, являвшийся противником броненосных крейсеров.
Спроектировав небольшой быстроходный крейсер, Уайт в июне 1887 года предложил Совету очень большой быстроходный крейсер с необычайной дальностью плавания — самый большой и (22 узла) самый быстрый в мире. Он был настолько крупнее остальных, что для него пришлось выделить отдельную категорию — крейсера первого класса, а остальные, естественно, стали вторым классом.
Уайт сослался на угрозу, которую оценили в 1885 году, со стороны быстрых океанских лайнеров (более крупных, чем новый крейсер), превращенных рейдеры. Старые британские крейсера были не в состоянии догнать их.
Здесь важнее была не 22-узловая скорость на форсаже, а долговременная 20-тиузловая. Адмиралы видели в суперкрейсерах Уайта «Блейк» и « Бленхейм» построенных специально для этой цели (следовательно, гораздо лучше приспособленных для выполнения данной задачи) эквиваленты лайнеров, переоборудованных в крейсера, способные догонять и уничтожать иностранные быстро переоборудованные лайнеры.
Уайт начал с наброска корабля с четырьмя 9,2-дюймовыми орудиями по два в носу и корме, бок о бок, пятью средними орудиями на каждый борт и нескольким скорострельными орудиями для защиты от миноносцев.
Взяв за прототип броненосный крейсер «Орландо», Уайт заменил броневой пояс броневой палубой и, значительно увеличив размерения и водоизмещение корабля, разместил в его корпусе машины большой мощности.
Эти британские крейсера проектировались с расчётом на то, что бы полным запасом угля проходить через Суэцкий канал для того, что бы в нужный момент появиться в Китайских водах.

### Корпус

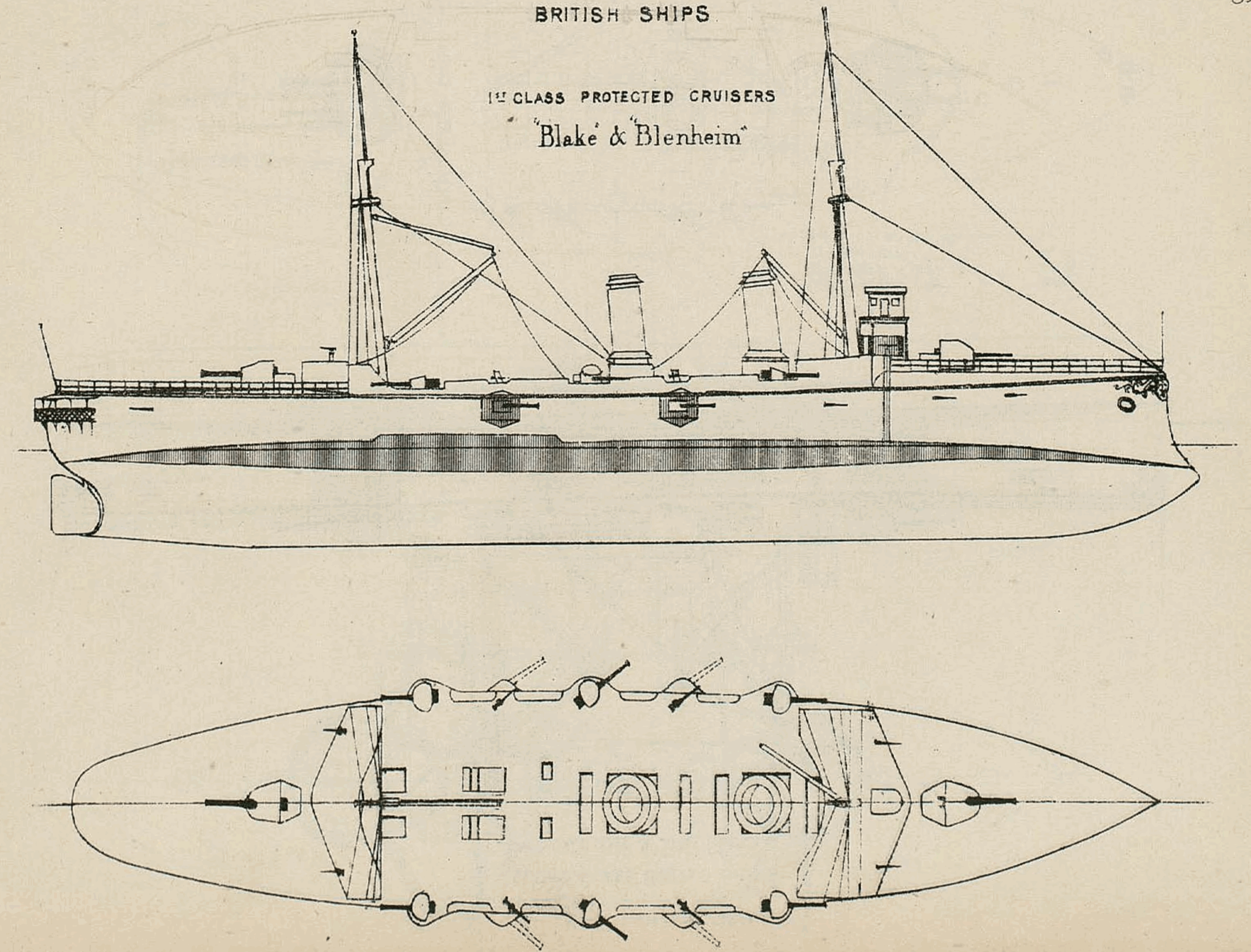
схема из Брасея

## Конструкция

### Силовая установка
Запас угля 1800 тонн. Четыре паровых машины тройного расширения, работующих на два вала. Шесть двойных цилиндрических котлов. На малом ходу передняя пара машин отключалась с помощью разобщающего механизма. Кроме основных котлов оба крейсера имели по одному вспомогательному.

### Бронирование
Бронепалуба находилась примерно на уровне ватерлинии, её толщина составляла 3 дюйма (76 мм) в горизонтальной части и 6 дюймов (152 мм) на скосах. Боевая рубка корабля была защищена бронёй толщиной 305 мм. 9,2-дюймовые орудия находились за 4,5-дюймовыми (114-мм) орудийными щитами, толщина брони казематов 6-дюймовых орудий была от 152 до 51 мм.

### Вооружение
Артиллерийское вооружение было аналогично вооружению «Орландо» и состояло из двух 9,2-дюймовых (234-мм) казнозарядных орудий Mark VI, в одноорудийных установках в носовой и кормовой частях корабля, и десяти 6-дюймовых (152-мм) орудий QF, из которых шесть были установлены на верхней палубе корабля, а остальные четыре — за бронированными казематами на главной палубе корабля. Вспомогательное вооружение состояло из шестнадцати 3-фунтовых орудий. Вооружение кораблей завершали четыре 14-дюймовых торпедных аппарата: два подводных и два подводных.

## Служба
- «Блейк» — заложен в июле 1888 г., спущен 23 ноября 1889 г., в строю с 2 февраля 1892 г.

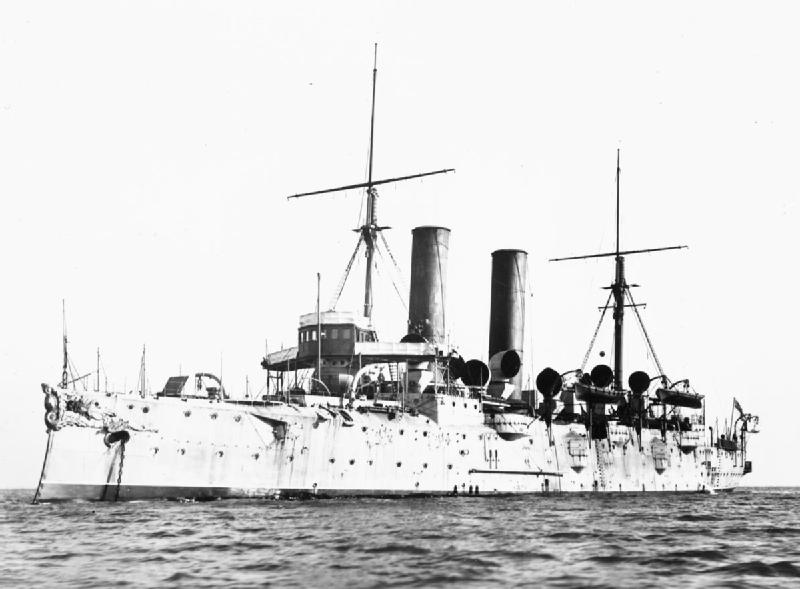
Бленхейм

- «Бленхейм» — заложен в октябре 1888 г., спущен 5 июля 1890 г., в строю с 26 мая 1894 г.[6]

## Оценка проекта
Не развив ожидаемой скорости хода, эти корабли были в целом удачными и сыграли важную роль в истории английского кораблестроения.
«Блейк» послужил Уайту прототипом для большой серии мореходных броненосцев типа «Ройял Соверен» и для весьма удачных крейсеров 1 ранга. Снизив проектную скорость с 22 до 20 узлов, Уайт смог разместить вооружение «Блейка» (2 — 234-мм и 10 — 152-мм орудий) в меньшем водоизмещении, так появились бронепалубные крейсера типа «Эдгар».